# Þrymlingar
Þrymlingar (Thrymlingar, del nórdico antiguo: Hombres recios) fue un clan familiar de Islandia cuyo origen se remonta a la Era vikinga y la figura histórica de Ketill Þórisson, cuyo apodo dio nombre al clan. Dominaron Fljótsdal en Norður-Múlasýsla.